# Landgericht Weißenburg
Das Landgericht Weißenburg war ein von 1808 bis 1879 bestehendes bayerisches Landgericht älterer Ordnung mit Sitz in Weißenburg im heutigen Landkreis Weißenburg-Gunzenhausen.

## Lage
Das Landgericht Weißenburg grenzte im Norden an das Herrschaftsgericht Ellingen (später Landgericht Ellingen) und im Süden an das Herrschaftsgericht Pappenheim (später Landgericht Pappenheim).

## Geschichte
Im Jahr 1808 wurde im Verlauf der Verwaltungsneugliederung Bayerns das Landgericht älterer Ordnung Weißenburg errichtet. Dieses kam zunächst zum Altmühlkreis, ab 1810 zum Oberdonaukreis und ab 1817 zum Rezatkreis, der 1838 in Mittelfranken umbenannt wurde.
Ab 1857 gehörte das Landgericht Weißenburg zum Sprengel des Bezirksgerichts Eichstätt.
Ab 1862 war das Landgericht Weißenburg nur noch für die Gerichtsbarkeit zuständig. Die Verwaltung wurde vom neu geschaffenen Bezirksamt Weißenburg übernommen.
Im Jahr 1879 wurde durch das Gerichtsverfassungsgesetz das Landgericht in ein Amtsgericht (das Amtsgericht Weißenburg i. Bay.) umgewandelt.

## Struktur
Das Landgericht bestand ursprünglich nur aus dem Steuerdistrikt Weißenburg, das vom Rentamt Weißenburg verwaltet wurde:
- Weißenburg mit Aumühle, Birkhof, Bosmühle, Habermühle, Häuser am Wülzburger Berg, Hohenmühle, Lehenwiesenmühle, Lettenmühle, Lohmühle, Rohrberg, Rohrmühle, Rohrwald, Schnürleinsmühle, Siebenbronnermühle, Silbermühle, Sommerkeller und Wülzburg

1818 gab es im Landgericht Weißenburg 3965 Einwohner, die sich auf 984 Familien verteilten und in 589 Anwesen wohnten.
1820 gab es im Landgericht nur die Munizipalgemeinde Weißenburg.
1846 war das Landgericht Weißenburg eine Quadratmeile groß. Es gab 4383 Einwohner, die sich auf 25 Ortschaften verteilten (1 Stadt, 1 Festung und 23 Einöden).
1863 schied Weißenburg als kreisunmittelbare Stadt aus dem Landgericht aus.
Vom Landgericht Greding wurden am 1. Oktober 1857 sieben Gemeinden abgetreten: 
- Bechthal (mit Bergmühle),
- Burgsalach,
- Gersdorf,
- Indernbuch,
- Nennslingen mit Gutzenmühle, Kappelhof, Kolbenmühle, Panzermühle, Schwabenmühle und Steinmühle,
- Raitenbuch,
- Reuth mit St. Egidi.[6]

Vom Landgericht Ellingen wurde eine Gemeinde abgetreten:
- Oberhochstatt mit Gänswirthshaus, Häuser am Wülzburger Berg, Kehl, Niederhofen und Wiesenmühle.

Somit setzte sich das Landgericht Weißenburg aus acht Ruralgemeinden zusammen.